# Crepis mollis
La radicchiella pubescente (nome scientifico Crepis mollis (Jacq.) Asch., 1864) è una pianta angiosperma dicotiledone della famiglia delle Asteraceae.

## Etimologia
L'etimologia del nome generico (Crepis) non è molto chiara. In latino Crèpìs significa pantofola, sandalo e i frutti, di alcune specie di questo genere, sono strozzati nella parte mediana ricordando così (molto vagamente) questo tipo di calzare. Inoltre lo stesso vocabolo (krepis) nell'antica Grecia indicava il legno di Sandalo e anche una pianta non identificata descritta da Teofrasto. Non è chiaro quindi, perché Sébastien Vaillant (botanico francese, 1669 - 1722) abbia scelto proprio questo nome per indicare il genere della presente specie. L'epiteto specifico (mollis) significa "liscio, a pubescenza vellutata", ma probabilmente in questo caso si riferisce al portamento della pianta.
Il binomio scientifico di questa pianta inizialmente era Hieracium molle (basionimo), proposto dal medico, chimico e botanico olandese Nikolaus Joseph von Jacquin  (Leida, 16 febbraio 1727 – Vienna, 26 ottobre 1817) nella pubblicazione "Florae Austriaceae, sive Plantarum Selectarum in Austriae - 2:12" del 1774, modificato successivamente in quello attualmente accettato proposto dallo storico, botanico e linguista tedesco Paul Friedrich August Ascherson (Berlino, 4 giugno 1834 – Berlino, 6 marzo 1913) nella pubblicazione "Flora der Provinz Brandenburg - 385" del 1864.

## Descrizione
Habitus. La pianta di questa specie è una erbacea annuale perenne. La forma biologica è emicriptofita scaposa (H scap), ossia sono piante erbacee, a ciclo biologico perenne, con gemme svernanti al livello del suolo e protette dalla lettiera o dalla neve e sono dotate di un asse fiorale eretto e spesso privo di foglie. Gli steli contengono abbondante latice amaro.
Radici. Le radici sono dei rizomi (verticali o obliqui).
Fusto. La parte aerea del fusto è eretta e ramoso-corimboso nella parte alta. L'interno è cavo, la superficie è solcata, più o meno glabra o pubescente. Diametro del fusto alla base: 3 – 5 cm. Sono piante alte da 3 a 8 dm.
Foglie. Le foglie si dividono in basali e cauline. Quelle basali sono picciolate con forme lineari-spatolate e contorni interi o quasi. Dimensioni delle foglie basali: larghezza 1 – 5 cm; lunghezza 4 – 27 cm. Quelle superiori sono progressivamente ridotte (sessili o amplessicauli) e sempre più intere. La superficie è glabra o più o meno pubescente. Le foglie lungo il caule sono disposte in modo alterno.
Infiorescenza. Le infiorescenze sono composte da diversi capolini lungamente peduncolati. I capolini sono formati da un involucro composto da brattee (o squame) disposte su 2 serie all'interno delle quali un ricettacolo fa da base ai fiori tutti ligulati. L'involucro di colore verde scuro, è pubescente e ghiandolso. Le squame esterne a forma strettamente ovata o deltoide sono lunghe 1/3 - 1/2 rispetto a quelle interne; l'apice è acuto e i margini sono scariosi (cigliati all'apice). Le squame interne hanno una forma strettamente ovate, acuminata o acuta; i margini all'apice sono cigliati. Il ricettacolo è piatto e nudo (privo di pagliette). Dimensione dell'involucro: larghezza 5 – 6 mm; lunghezza 8 – 10 mm. Diametro dell'infiorescenza: 25 – 30 mm. Lunghezza del peduncolo: 1 – 9 cm.
Fiori. I fiori tutti ligulati, sono tetra-ciclici (ossia sono presenti 4 verticilli: calice – corolla – androceo – gineceo) e pentameri (ogni verticillo ha in genere 5 elementi). I fiori sono ermafroditi, fertili e zigomorfi.
- Formula fiorale:

*/x K {\displaystyle \infty }, [C (5), A (5)], G 2 (infero), achenio
- Calice: i sepali del calice sono ridotti ad una coroncina di squame.
- Corolla: le corolle sono formate da una ligula terminante con 5 denti (è la parte finale dei cinque petali saldati fra di loro). Il colore dei fiori è in prevalenza giallo. La superficie può essere sia pubescente che glabra. Lunghezza della corolla: circa 13 mm (tubo: 3 – 4 mm;).
- Androceo: gli stami sono 5 con filamenti liberi e distinti, mentre le antere sono saldate in un manicotto (o tubo) circondante lo stilo.[17] Le antere (lunghezza 3,8 mm) alla base sono acute. Il polline è tricolporato.[18]
- Gineceo: lo stilo è filiforme. Gli stigmi dello stilo sono due divergenti e ricurvi con la superficie stigmatica posizionata internamente (vicino alla base).[19] L'ovario è infero uniloculare formato da 2 carpelli. Lunghezza degli stigmi: 2 mm.
- Fioritura: da giugno a luglio (agosto).

Frutti. I frutti sono degli acheni con pappo.  Gli acheni sono lunghi 3 - 4,5 mm ed hanno circa 20 coste longitudinali; all'apice sono più o meno assottigliati. Gli acheni dei fiori interni sono diritti, quelli dei fiori esterni sono incurvati.  Il pappo è bianco e soffice (setole flessibili ma tenaci). Lunghezza del pappo: 5 – 6 mm.

## Biologia
- Impollinazione: l'impollinazione avviene tramite insetti (impollinazione entomogama tramite farfalle diurne e notturne).
- Riproduzione: la fecondazione avviene fondamentalmente tramite l'impollinazione dei fiori (vedi sopra).
- Dispersione: i semi (gli acheni) cadendo a terra sono successivamente dispersi soprattutto da insetti tipo formiche (disseminazione mirmecoria). In questo tipo di piante avviene anche un altro tipo di dispersione: zoocoria. Infatti gli uncini delle brattee dell'involucro si agganciano ai peli degli animali di passaggio disperdendo così anche su lunghe distanze i semi della pianta.

## Distribuzione e habitat

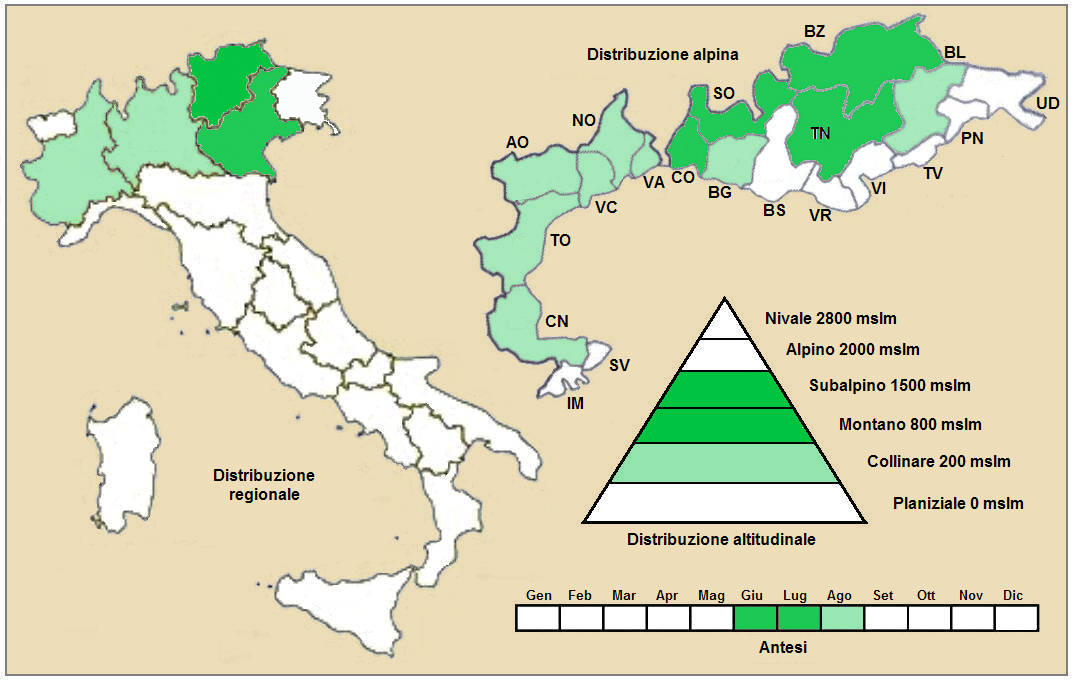
Distribuzione della pianta
(Distribuzione regionale – Distribuzione alpina)

- Geoelemento: il tipo corologico (area di origine) è Orofita - Centro Europeo.
- Distribuzione: in Italia è presente solamente nelle Alpi ed è considerata specie rara. Sempre nelle Alpi, oltre il confine, si trova in Austria; sugli altri rilievi europei collegati alle Alpi si trova nella Foresta Nera, Massiccio del Giura, Massiccio Centrale, Pirenei, Monti Balcani e i Carpazi.[21] Nel resto dell'Europa è presente ovunque (a parte la Scandinavia).[22]
- Habitat: l'habitat tipico per questa pianta sono i prati e pascoli umidi, le radure e le sponde dei ruscelli; ma anche le torbiere, i megaforbieti e i popolamenti a felci. Il substrato preferito è sia calcareo che siliceo con pH neutro, medi valori nutrizionali del terreno che deve essere mediamente umido.[21]
- Distribuzione altitudinale: sui rilievi queste piante si possono trovare da 800 fino a 2.000 m s.l.m.; frequentano quindi i seguenti piani vegetazionali: collinare (in parte) e quello montano e subalpino.

### Fitosociologia

#### Areale alpino
Dal punto di vista fitosociologico alpino la specie di questa scheda appartiene alla seguente comunità vegetale:
Formazione: comunità delle macro- e megaforbie terrestri.
Classe: Molinio-Arrhenatheretea.
Ordine:  Arrhenatheretalia elatioris.
Alleanza: Triseto-Polygonion bistortae.

#### Areale italiano
Per l'areale completo italiano Crepis mollis appartiene alla seguente comunità vegetale:
Macrotipologia: vegetazione sopraforestale criofila e dei suoli crioturbati
Classe: Festuco-Seslerietea Barbéro-Bonin, 1969
Ordine: Seslerietalia caeruleae Br.-Bl. in Br.-Bl. & Jenny, 1926
Alleanza: Caricion ferrugineae G. Braun-Blanquet & J. Br.-Bl., 1931
Descrizione. L'alleanza Caricion ferrugineae è relativa alle praterie, molto dense e ricche floristicamente, più o meno mesofile degli ambienti montani. I suoli, profondi, freschi ed umidi, variano da debolmente basici a moderatamente acidi. Questa cenosi è localizzate sul Jura e sulle Alpi.
Specie presenti nell'associazione: Carex ferruginea, Carex sempervirens, Sesleria caerulea, Festuca melanopsis, Festuca norica, Anemone narcissiflora, Trifolium thalii, Alchemilla pallens, Anemone baldensis, Astragalus frigidus, Astrantia bavarica, Campanula thyrsoides, Crepis mollis, Crepis pontana, Erigeron atticus, Festuca pulchella, Lathyrus laevigatus, Luzula glabrata, Pedicularis foliosa, Phleum hirsutum, Plantago atrata, Senecio doronicum, Trifolium badium, Trifolium pratense e Trollius europaeus.
Altre alleanze e associazioni per questa specie sono:
- Triseto flavescentis-Polygonion bistortae.

## Tassonomia
La famiglia di appartenenza di questa voce (Asteraceae o Compositae, nomen conservandum) probabilmente originaria del Sud America, è la più numerosa del mondo vegetale, comprende oltre 23.000 specie distribuite su 1.535 generi, oppure 22.750 specie e 1.530 generi secondo altre fonti (una delle checklist più aggiornata elenca fino a 1.679 generi). La famiglia attualmente (2021) è divisa in 16 sottofamiglie.
C. mollis appartiene a un genere (Crepis) abbastanza numeroso comprendente dalle 200 alle 300 specie (secondo le varie classificazioni), diffuse soprattutto nell'emisfero boreale (Vecchio Mondo), delle quali quasi una cinquantina sono proprie della flora italiana.
Il basionimo per questa specie è: Hieracium molle Jacq., 1774.

### Filogenesi
Il genere di questa voce appartiene alla sottotribù Crepidinae della tribù Cichorieae (unica tribù della sottofamiglia Cichorioideae). In base ai dati filogenetici la sottofamiglia Cichorioideae è il terz'ultimo gruppo che si è separato dal nucleo delle Asteraceae (gli ultimi due sono Corymbioideae e Asteroideae). La sottotribù Crepidinae fa parte del "quarto" clade della tribù; in questo clade è in posizione "centrale" vicina alle sottotribù Chondrillinae e Hypochaeridinae.
La sottotribù è divisa in due gruppi principali uno a predominanza asiatica e l'altro di origine mediterranea/euroasiatica. Da un punto di vista filogenetico, all'interno della sottotribù, sono stati individuati 5 subcladi. Il genere di questa voce appartiene al subclade denominato "Crepis-Lapsana-Rhagadiolus clade", composto dai generi Crepis L., 1753, Lapsana L., 1753 e Rhagadiolus Juss., 1789. Dalle analisi Crepis risulta parafiletico (per cui la sua circoscrizione è provvisoria).
Nella "Flora d'Italia" le specie italiane di Crepis sono suddivise in 4 gruppi e 12 sezioni in base alla morfologia degli acheni, dell'involucro e altri caratteri (questa suddivisione fatta per scopi pratici non ha valore tassonomico). La specie di questa voce appartiene al Gruppo 3 (gli involucri dei capolini sono pubescenti per peli ghiandolari; gli acheni sono più o meno uniformi e senza un becco distinto ma con un apice progressivamente attenuato) e alla Sezione I (a volte i peli ghiandolari sono assenti).
I caratteri distintivi per la specie di questa voce sono:
- i fusti e le foglie sono ricoperti da peli irti (subsp. mollis) oppure sono glabri (subsp. succisifolia);
- le foglie cauline sono più o meno simili a quelle basali;
- gli involucri dei capolini sono pubescenti per peli ghiandolari;
- le brattee esterne dell'involucro sono lunghe meno della metà di quelle interne;
- gli acheni sono più o meno uniformi e sono colorati di bruno-rossastro;
- gli acheni sono senza un becco distinto ma con un apice progressivamente attenuato;

Il numero cromosomico della specie è: 2n = 12..

### Sottospecie
Per questa specie sono indicate le seguenti sottospecie:
- Crepis mollis subsp. mollis:  (è la stirpe principale) è caratterizzata da fusti e foglie con superfici irte di peli (le ghiandole si trovano solamente nella pagina superiore delle foglie).

- Crepis mollis subsp. succisifolia (All.) Dostál, 1950 (basionimo Hieracium succisifolium All.) : è caratterizzata da fusti e foglie con superfici glabre o sparsamente pelose; è una sottospecie rara e si trova nel Trentino e nel Tirolo.

- Crepis mollis subsp. velenovskyi (Domin) Domin, 1935 (basionimo Crepis succisifolia subsp. velenovskyi Domin): si trova nella Repubblica Ceca.

La distribuzione di questa specie è controversa in quanto probabilmente c'è una certa confusione fra le varie sottospecie; in molte checklist non è contemplata la sottospecie mollis ed è probabile che molte segnalazioni della sottospecie succisifolia si riferiscono alla mollis (e forse viceversa). Sandro Pignatti mentre nella "Flora d'Italia" edizione del 1982 non descriveva nessuna sottospecie, attualmente (nella seconda edizione) descrive come presente in Italia la sottospecie succisifolia). La recente opera "An annotated checklist of the Italian Vascular Flora" (opera citata), per l'Italia, distingue la subsp. mollis (con presenza dubbia in Lombardia) dalla subsp. succisiifolia (All.) Jàv. (presente nel Trentino-Alto Adige) e dalla Crepis mollis s.l. (presente in Trentino Alto Adige e Veneto e in modo dubbio in Lombardia e Piemonte); mentre la pubblicazione delle specie alpine "Flora Alpina" (opera citata) non fa nessuna distinzione fra Crepis mollis e la subsp. succisifolia.

### Specie simili
Allo stesso gruppo e sezione appartengono le seguenti specie:
- Crepis capillaris (L.) Wallr. - Radichiella capillare: prima dell'antesi i capolini sono eretti; l'involucro è lungo 5 – 8 mm; il ricettacolo è glabro; il colore dei frutti acheni è bruno-scuro e sono lunghi 1,5 - 2,5 mm.
- Crepis magellensis  F.Conti & Uzunov - Radichiella della Maiella: tutte le foglie sono basali; gli acheni hanno da 13 a 20 coste.
- Crepis mollis (Jacq.) Asch. - Radichiella pubescente: le brattee esterne dell'involucro sono lunghe meno della metà di quelle interne; gli acheni sono colorati di bruno-rossastro.
- Crepis biennis L. - Radichiella dei prati: l'infiorescenza è del tipo corimboso; le squame dell'involucro sono appena pelose e quelle esterne sono lunghe un po' più della metà di quelle interne; i fiori ligulati sono lunghi 12 – 18 mm.
- Crepis bithynica  Boiss.: le radici non sono stolonifere; i fusti sono densamente pubescenti; le foglie non sono carnose ma hanno dei peli ghiandolari.

### Sinonimi
Sono elencati alcuni sinonimi per questa entità:
- Geracium molle (Jacq.) Schur
- Hieracium molle  Jacq.
- Crepis velenovskyi  Domin (sinonimo per la subsp. velenovskyi).

## Altre notizie
La crepide di Kerner in altre lingue è chiamata nei seguenti modi:
- (DE)  Weicher Pippau
- (FR)  Crépide tendre
- (EN)  Northern Hawk's-beard